# US Transfoot
Union Sportive Transfoot w skrócie US Transfoot – madagaskarski klub piłkarski z siedzibą w Analamandze, występujący niegdyś w pierwszej lidze madagaskarskiej.

## Sukcesy
- Puchar Madagaskaru[1]:
  - zwycięstwo (1):  2002.

## Występy w afrykańskich pucharach
| Sezon | Rozgrywki                 | Runda       | Kraj              | Klub             | Dom | Wyjazd | Dwumecz |
| ----- | ------------------------- | ----------- | ----------------- | ---------------- | --- | ------ | ------- |
| 2002  | Puchar Zdobywców Pucharów | 1           | Południowa Afryka | Kaizer Chiefs FC | –   | 0–4    | 0–4     |
| 2002  | Puchar Zdobywców Pucharów | 2           | Reunion           | SS Jeanne d’Arc  | –   | 1–3    | 1–3     |
| 2002  | Puchar Zdobywców Pucharów | ćwierćfinał | Algieria          | USM Algier       | 1–3 | 2–8    | 3–11    |

## Stadion
Domowe mecze klub rozgrywa na stadionie o nazwie Stade Vélodrome, Analamandze, który może pomieścić 5000 widzów.